# BYD C9
A BYD C9 egy akkumulátoros elektromos távolsági autóbusztípus, melyet a kínai BYD Auto gyárt.

## Története

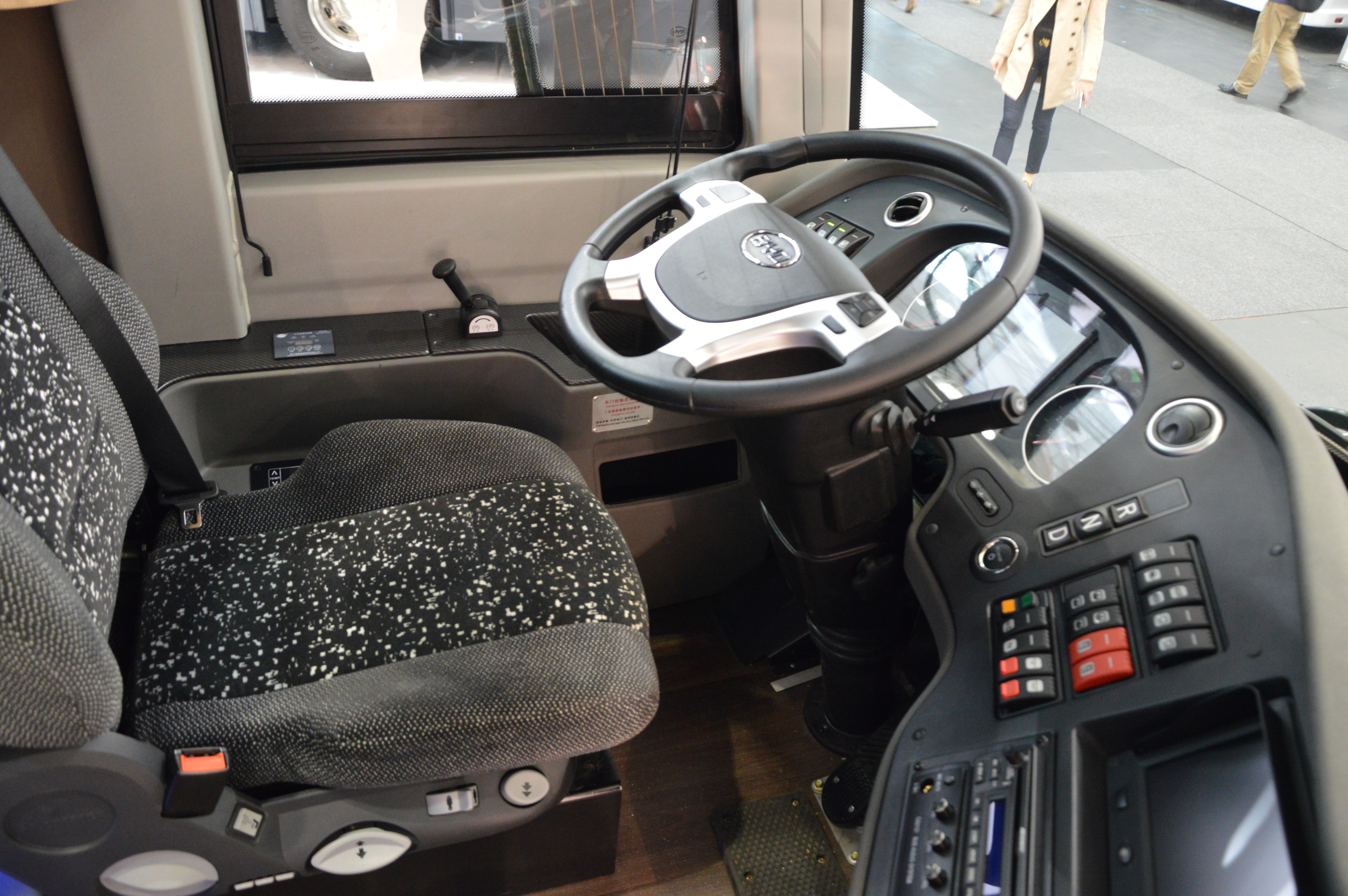
A BYD C9 vezetőülése multimédiás kijelzővel

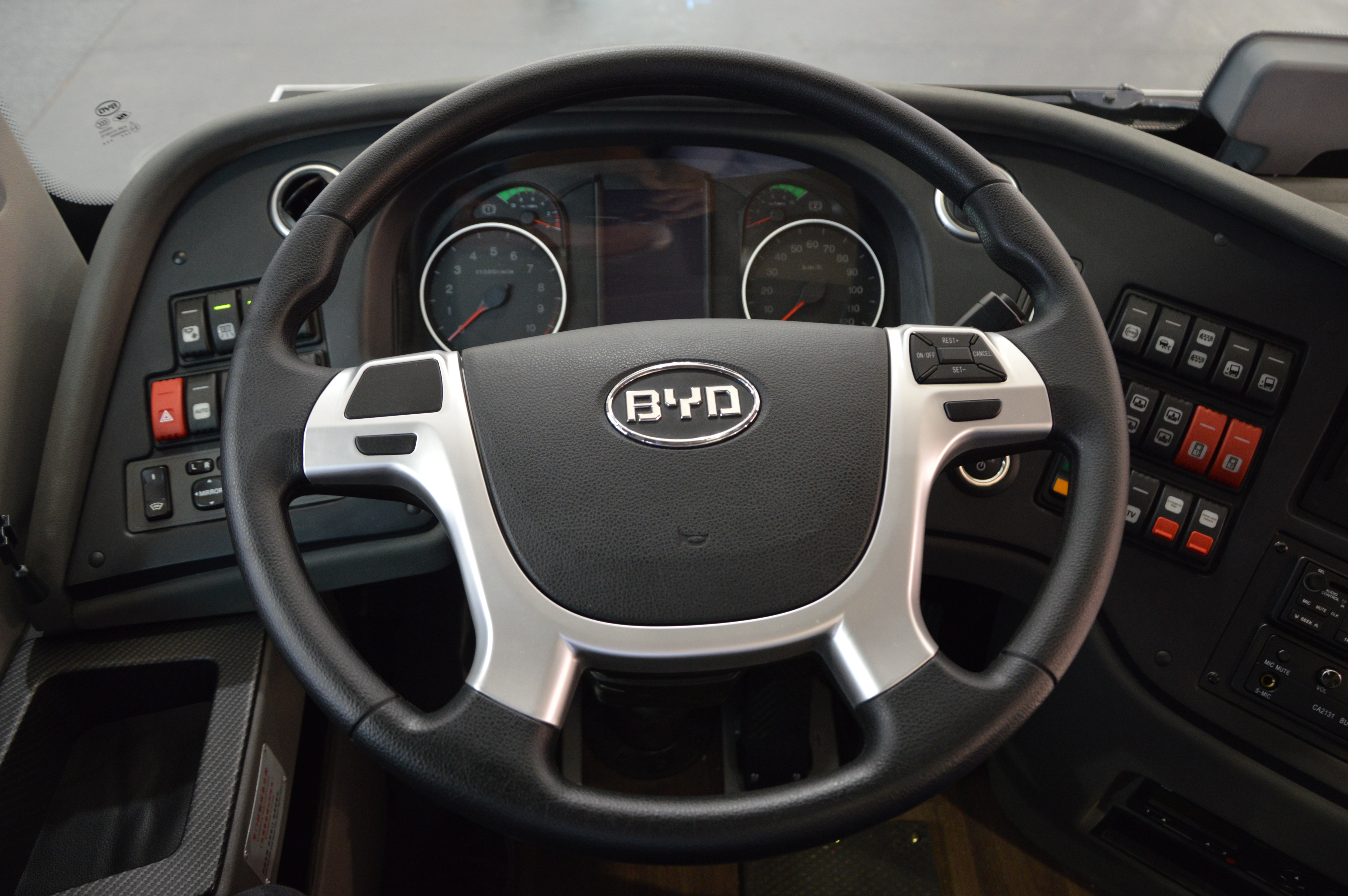
A busz kormánya és kapcsolói a vezető szemszögéből

A BYD Auto, az elektromos járművek globális piacvezetője 2010 óta gyárt elektromos meghajtású buszokat. A BYD ebusszal a cég néhány év alatt a világpiac vezetőjévé tudott válni az elektromos buszok piacán, köszönhetően a BYD-nak az újratölthető akkumulátorok legnagyobb gyártójaként szerzett tapasztalatainak is.
2015-ig az akkumulátoros buszok gyártása kizárólag a rövid távú közlekedésben használt városi buszokra koncentrálódott. A BYD C9 bemutatásával 2015 januárjában a New Orleans-i UMA Motorcoach EXPO buszvásáron először mutattak be egy városon kívüli közlekedésre is alkalmas elektromos buszt.
A járművet először 2016 júniusában mutatták be Európában. Az első vásárló a Green Yvelines volt; egy másik Párizs melletti busztársaság 12 darabot rendelt a típusból.
2018 októberétől 2019 novemberéig a FlixBus a 40 férőhelyes BYD C9-et használta a Frankfurt és Mannheim között, a frankfurti repülőtéren és Heidelbergen át közlekedő menetrend szerinti járatokon, ahol naponta négyszer közlekedett. A távolság 115 volt km volt. A buszt 2 × 40 kW-os zöldárammal töltötték fel napközben egyszer-kétszer, emellett éjszaka is.

## Alkalmazási terület
A BYD C9 különösen alkalmas turistautakra és kényelmes reptéri transzferként, mivel ezek kiszámítható útvonalak, kiszámítható napi visszatéréssel a töltőpontokhoz, ami előnyös az elektromos buszok használatánál.

## Változatai
Egy hosszabb, három tengellyel és akár 60 üléssel rendelkező változat is elérhető a BYD C10 formájában. A műszaki adatok és a hajtás típusa megegyezik a C9 típusával. Az akkumulátor kapacitását 365 kWh-ról 394 kWh-ra növelték.

## Technológia
A jármű a BYD által kifejlesztett lítium-vasfoszfát akkumulátorból nyeri az energiát. Ez az újrahasznosítható, nagy energiájú cella biztonságos (nincs hőkibocsátás), tűzálló, környezetbarát (nem tartalmaz nehézfémeket vagy mérgező elektrolitokat) és teljes mértékben újrahasznosítható. Az energiát a BYD által kifejlesztett két kerékagy-motorra továbbítják, amelyek kefementes váltakozóáramú szinkronmotorként működnek a hátsó tengelyen.
Az európai piacra kínált modellek műszakilag nagyrészt megegyeznek a Kínában és az USA-ban forgalmazott járművekkel, azonban az európai piac követelményeinek megfelelően minőségibb belső térrel rendelkeznek.

## Fordítás
- Ez a szócikk részben vagy egészben  a   BYD C9 című német Wikipédia-szócikk ezen változatának fordításán alapul.  Az eredeti cikk szerkesztőit annak laptörténete sorolja fel. Ez a jelzés csupán a megfogalmazás eredetét és a szerzői jogokat jelzi, nem szolgál a cikkben szereplő információk forrásmegjelöléseként.